# Браневка
Браневка (пол. Branewka) — село в Польщі, у гміні Дзволя Янівського повіту Люблінського воєводства. Населення — 217 осіб (2011).

## Історія
За даними етнографічної експедиції 1869—1870 років під керівництвом Павла Чубинського, у селі переважно проживали римо-католики, які розмовляли українською мовою.
У 1975—1998 роках село належало до Тарнобжезького воєводства.

## Демографія
Демографічна структура станом на 31 березня 2011 року:
|          | Загалом | Допрацездатний вік | Працездатний вік | Постпрацездатний вік |
| -------- | ------- | ------------------ | ---------------- | -------------------- |
| Чоловіки | 113     | 18                 | 74               | 21                   |
| Жінки    | 104     | 16                 | 58               | 30                   |
| Разом    | 217     | 34                 | 132              | 51                   |